# Batalla de Bairén
|  | No s'ha de confondre amb batalla de Bailèn. |

La batalla de Bairén fou un enfrontament entre les forces de Rodrigo Díaz de Vivar i Pere I d'Aragó, i les almoràvits de Abul-Hasan Ali al-Hajj. El Pacte de Borriana signat el juny de 1094 establia una ajuda mútua enfront dels almoràvits entre Rodrigo Díaz de Vivar, que acabava de conquerir Balansiya el maig i havia fet cremar Yafar ibn Abd Allah ibn Yahhaf, i Pere I d'Aragó i Navarra. En virtut del pacte, va abastir de municions amb les forces dels dos senyors el castell del Benicadell, la fortalesa que dominava l'accés a la plana valenciana des del sud, ja que els almoràvits dominaven Gandia i Xàtiva. Yusuf ibn Tashfin va nomenar Abul-Hasan Ali al-Hajj comandant de l'exèrcit que hauria de conquerir la ciutat en substitució de Yusuf Abu Abdullah Muhammad. De retorn a València, van vèncer els musulmans, que disposaven d'un estol de suport, al Castell de Bairén, a Gandia el gener del 1097.